# Атталь, Габриэль
Габриэ́ль Атта́ль (фр. Gabriel Attal; род. 16 марта 1989[…], Кламар) — французский политический и государственный деятель, депутат Национального собрания, Генеральный секретарь пропрезидентской партии «Возрождение» и глава её парламентской фракции. Премьер-министр Франции (январь — сентябрь 2024), самый молодой глава правительства Франции за всю историю и первый открытый гей на этой должности.
Ранее занимал должности официального представителя правительства (2020—2022) и министра-делегата общественных счетов (2022—2023), министра национального просвещения и по делам молодёжи (2023).

## Биография

### Происхождение и образование
Габриэль Атталь родился 16 марта 1989 года в Кламаре, Иль-де-Франс.
Мать — Мари де Курисс, этническая гречанка и потомок белых эмигрантов, которые после революции и гражданской войны бежали из Одессы. Одним из прапрадедов матери Габриэля Атталя был генерал Дмитрий Владимирович Голицын. Будучи православной, мать крестила в православие и сына. Отец премьер-министра, Ив Атталь (1948—2015), был успешным адвокатом, кинопродюсером и общественным деятелем, который родился и вырос в еврейской семье, его отец, Клод Атталь — врач-педиатр и специалист по детской психологии и психиатрии, происходил из сефардов из Туниса, а мать из семьи эмансипированных евреев ашкенази из Эльзаса. Родственники Габриэля Атталя проживают за пределами Франции во многих странах мира, в частности в Германии, Швейцарии, Италии, Тунисе, США, Великобритании и России. Родители поженились 25 августа 1984 года в Гваделупе, в их семье были три дочери (младшая, Айрис, родилась в 1992 году) и единственный сын — Габриэль. 8 февраля 2000 года родители развелись, 12 ноября 2015 года отец умер от тяжёлой онкологической болезни. Около 2016 года Мари де Курисс усыновила после гибели племянницы в автокатастрофе её трёхлетнего сына по имени Николай (Nikolaï).
Детство Габриэля прошло преимущественно в XIII и XIV округе Парижа, где жили его родители. Сознание и взгляды Габриэля формировались под влиянием родителей, а также под воздействием центральных районов Парижа и особенно района Монпарнас с такими его историческими и культурными достопримечательностями, как Катакомбы Парижа и Башня Монпарнас, на смотровой площадке которой, как он отмечал потом, он учился видеть и осознавать предметы и события в большой панораме многомиллионного города, и по собственному признанию испытывал гордость за красоту Парижа и величие своей родины. Эти чувства Габриэль Атталь сохранил и выражал неоднократно, когда стал одним из самых молодых и успешных спичрайтеров в правительстве Франции.
13-летним мальчиком Атталь принял участие в демонстрации протеста, когда в 2002 году Жан-Мари Ле Пен вышел во второй тур президентских выборов против Жака Ширака.
Габриэль Атталь учился в престижном частном светском учебном заведении Парижа — Эльзасской школе; по имеющимся сведениям подвергался там травле со стороны учеников.
В 2008—2011 годах изучал право в парижском университете Пантеон-Ассас, но не получил диплом, в 2012 году окончил парижский Институт политических исследований (Sciences Po) со степенью магистра государственного управления (по утверждению итальянского издания Quotidiano Nazionale, затем он закончил высшее юридическое образование в университете Пантеон-Ассас). В период обучения в «Sciences Po», высшей политической школе страны, ещё за 12 лет до назначения будущего премьер-министра одноклассники уже вполне серьёзно называли его будущим президентом Франции.

### Политическая карьера
В 2006 году вступил в Социалистическую партию, в 2007 году поддерживал кандидатуру Сеголен Руаяль на президентских выборах.
В 2006—2008 годах, ещё будучи студентом Габриэль Атталь создал в «Sciences Po» группу политических активистов за освобождение из многолетнего плена сенатора Ингрид Бетанкур, которая имела гражданство Франции. Атталь возглавил растущее движение активистов, которые добились чтобы президент Франции Николя Саркози отправил в Колумбию гуманитарную миссию для освобождения Бетанкур. Её освобождение стало значительным политическим достижением и сам Габриэль Атталь попал на первые страницы мировых СМИ. Paris Match опубликовал статью с заголовком: Gabriel Attal: «Le jour où je rencontre Ingrid Betancourt» и фото на котором Габриэль Атталь участвует во встрече Ингрид Бетанкур после её освобождения из 6-летнего плена в заложниках.
В 2012 году начал работать в аппарате Марисоль Турен. В 2014 году избран в муниципальный совет Ванва, в 2016 году перешёл в новую партию «Вперёд!» и поддержал Эмманюэля Макрона на президентских выборах 2017 года. По итогам парламентских выборов в 2017 году избран в Национальное собрание Франции от 10-го избирательного округа в департаменте О-де-Сен, в январе 2018 года стал официальным представителем президентской партии «Вперёд, Республика!», а 18 октября 2018 года назначен государственным секретарём Министерства национального образования во втором правительстве Филиппа (курировал проблемы молодёжи и занятости).
6 июля 2020 года при формировании правительства Кастекса назначен его официальным представителем.
20 мая 2022 года назначен министром-делегатом общественных счетов при министре экономики и финансов в правительстве Элизабет Борн.
4 июля 2022 года при формировании второго правительства Борн сохранил прежнюю должность.
20 июля 2023 года в ходе серии кадровых перестановок в правительстве получил портфель министра национального просвещения и по делам молодёжи.
23 августа 2023 года Атталь объявил на совещании директоров школ о введении запрета на ношение в учебных заведениях традиционной мусульманской женской одежды абайя в рамках следования принципам лаицизма. Ассоциация «Действие за права мусульман» (Action Droits des Musulmans) опротестовала это решение министра, но 7 сентября Государственный совет Франции признал указанную меру конституционной.

### Премьер-министр Франции
9 января 2024 года президент Франции Эмманюэль Макрон назначил Атталя премьер-министром после отставки Элизабет Борн. В возрасте 34 лет стал самым молодым премьер-министром периода Пятой республики.
11 января 2024 года было сформировано правительство Атталя, в которое вошли семь женщин (три из них — в качестве министров-делегатов) и семь мужчин. Средний возраст членов Кабинета, считая премьер-министра, составил 46 лет. Министры прежнего кабинета остаются работать в помощь новым на переходный период по традиции до официального утверждения нового состава правительства Франции.
30 января 2024 года Атталь выступил в Национальном собрании с программной речью, важной частью которой стала его реакция на протестное движение фермеров, блокирующих тракторами дороги в окрестностях Парижа. Атталь подтвердил свои обещания, данные 26 января на встрече в Верхней Гаронне о восстановлении финансовой и фискальной помощи сельхозпроизводителям к 15 марта, но объявил также о намерении противостоять протестам, чтобы двигаться вперёд, и назвал Францию страной, которая никогда не была, не является и не будет безропотной потерпевшей. Среди целей политики своего правительства новый премьер назвал отстаивание национального и европейского суверенитета и возвращение промышленного производства.
8 февраля 2024 года формирование правительства было завершено назначением Станисласа Герини на остававшуюся вакантной с 11 января должность министра реорганизации и государственной службы, которую он занимал в правительстве Элизабет Борн, передачей портфеля министра национального просвещения и молодёжи бывшему министру юстиции Николь Беллубэ (при этом располагавшая портфелем Амели Удеа-Кастера осталась только министром спорта) и назначением министров-делегатов.
9 июня 2024 года начали поступать сообщения о тяжёлом поражении партии «Возрождение» на выборах в Европейский парламент. Вечером того же дня президент Эмманюэль Макрон объявил о роспуске Национального собрания и назначении двух туров досрочных парламентских выборов на 30 июня и 7 июля.
7 июля 2024 года состоялся второй тур парламентских выборов, по итогам которого макронистская коалиция «Вместе за Республику» заняла второе место, получив 166 депутатских мандатов в Национальном собрании при необходимых для абсолютного большинства 289. Партия «Возрождение» в составе этой коалиции получила только 99 мест.
Ввиду относительной победы на досрочных парламентских выборах Нового Народного Фронта Габриэль Атталь заявил о том, что с 8 июля уходит в отставку, но продолжит исполнять обязанности премьер-министра столько, сколько потребуется.
8 июля президент Эмманюэль Макрон не принял отставку Атталя и предложил ему остаться в должности с целью сохранения политической стабильности.
13 июля Атталь был избран председателем фракции «Вместе за Республику» в Национальном собрании (он стал единственным кандидатом).
16 июля 2024 года президент Макрон принял новое прошение Атталя об отставке, но его правительство продолжило работу с целью обеспечения стабильности ввиду неопределённости с кандидатурой нового премьер-министра в условиях отсутствия абсолютного большинства в парламенте у какой-либо из политических сил.
5 сентября 2024 года Эмманюэль Макрон поручил формирование нового правительства Мишелю Барнье.

## Личная жизнь
В юности какое-то время встречался с певицей Джойс Джонатан.
В 2018 году сексуальную ориентацию Атталя как гомосексуала раскрыл юрист и политический активист Хуан Бранко, бывший одноклассник. В 2017—2022 годах жил в гражданском партнёрстве с евродепутатом Стефаном Сежурне, но к моменту назначения Атталя премьер-министром, а Сежурне министром иностранных дел эти отношения расторгнуты по заявлению одной из сторон пары.